# NGC 3818
NGC 3818 (również PGC 36304 lub UGCA 243) – galaktyka eliptyczna (E6), znajdująca się w gwiazdozbiorze Panny. Odkrył ją William Herschel 5 marca 1785 roku.